# BMW 5
BMW 5 или пятая серия BMW — автомобили бизнес-класса, производимые компанией BMW с 1972 года. В настоящее время выпускаются автомобили седьмого поколения пятой серии. Эти автомобили заменили собой ранее выпускавшуюся серию BMW Neue Klasse.
Первоначально в серии BMW 5 были представлены только автомобили в кузове седан. Производство кузовов типа универсал, которые получили название Touring, было начато в 1991 году. В 2009 году также налажено производство автомобилей в кузове фастбэк, они называются Gran Turismo.
На автомобили первого поколения серии BMW 5 устанавливались атмосферные рядные 4- и 6-цилиндровые бензиновые двигатели. В последующих поколениях устанавливались рядные 4- и 6-цилиндровые двигатели, 8- и 10-цилиндровые V-образные двигатели как атмосферные, так и с турбонаддувом. Начиная с 1982 года на автомобили серии также устанавливаются дизельные двигатели.
BMW 5 среди серий BMW занимает второе место по количеству проданных автомобилей, уступая только серии BMW 3. 5-миллионный автомобиль в серии BMW 5 был изготовлен в 2008 году, им стал автомобиль модели 530d Saloon, окрашенный в цвет Carbon Black Metallic (с англ. — «угольно-черный металлик»).
С пятой серии начался перевод моделей BMW на обозначения из трех цифр. Во всех поколениях серии, начиная со второго, представлена M-версия, которая называется BMW M5.

## Первое поколение
E12 — первое поколение пятой серии BMW, производство которого осуществлялось с 1972 г. по 1981 г. Эти автомобили были выпущены на замену серии BMW Neue Klasse. Первые доступные в продаже автомобили, модели 520 и 520i, комплектовались рядным 4-цилиндровым двигателем. На следующий год была представлена следующая модель, 525, на которую устанавливался рядный 6-цилиндровый двигатель.
В гамме моделей поколения E12 отсутствует М-версия. Тем не менее модель M535i поколения Е12 считается предшественником моделей М5.
Модели поколения Е12 производились до 1981 года, однако в ЮАР производство модели продолжалось до 1984 года.

## Второе поколение
E28 — второе поколение пятой серии BMW, производство которого осуществлялось с 1981 г. по 1988 г. Первоначально эти автомобили комплектовались бензиновыми 4- и 6-цилиндровыми двигателями. Дизельные двигатели стали устанавливаться в 1983 году. В этом поколении впервые приборная панель была развёрнута в сторону водителя, и, кроме того, автомобили могли комплектоваться антиблокировочной системой (АБС, англ. ABS).
В поколении Е28 в гамме моделей пятой серии появилась модель BMW M. На эти автомобили устанавливались рядные 6-цилиндровые двигатели S38 и M88.

## Третье поколение
E34 — третье поколение пятой серии BMW, производство которого осуществлялось с 1988 г. по 1996 г. Первоначально эти автомобили изготавливались только в кузовах типа седан. В 1990 году эти автомобили также стали производиться в кузовах типа универсал, которые получили наименование Touring.
Помимо нового типа кузова в этом поколении на автомобили пятой серии также началась установка полного привода (с модели 525iX) и 8-цилиндровых V-образных двигателей. В поколении Е34 также впервые появилась возможность комплектации автомобилей электронным контролем устойчивости (англ. ASC), противобуксовочной системой (англ. ASC+T), 6-ступенчатой механической коробкой передач и активной подвеской (англ. EDC).
На автомобили в этом поколении устанавливались двигатели из широкого ассортимента двигателей из девяти серий. Эти двигатели могли быть рядными 4- и 6-цилиндровыми и 8-цилиндровыми V-образными.
В поколении Е34 автомобили М5 производились в кузовах седан и универсал, на них устанавливались рядные 6-цилиндровые двигатели S38.

## Четвёртое поколение
E39 — четвёртое поколение пятой серии BMW, производство которого осуществлялось с 1995 г. по 2004 г. Первоначально эти автомобили изготавливались только в кузовах типа седан. В 1996 году эти автомобили также стали производиться в кузовах типа универсал, которые получили наименование Touring.
На автомобилях этого поколения впервые устанавливались алюминиевые детали в передней подвеске. В целях уменьшения массы автомобиля в этом поколение существенно расширено использование алюминия в деталях шасси. Также на этих автомобилях впервые началась установка 4-цилиндровых дизельных двигателей.
На автомобилях с 8-цилиндровыми V-образными двигателями помимо рулевого механизма типа винт-шариковая гайка, устанавливавшегося на предыдущих поколениях, также началась установка механизма типа реечной передачи на моделях с 4- и 6-цилиндровыми двигателями. В отличие от предыдущего поколения (Е34) и последующего (Е60), в поколении Е39 автомобили с полным приводом не производились.
Автомобили М5 поколения Е39 в кузове седан были представлены в 1998 году, на них устанавливался 8-цилиндровый V-образный двигатель S62 объёмом 4,9 литра.

## Пятое поколение
E60 — пятое поколение пятой серии BMW, производство которого осуществлялось с 2003 г. по 2010 г. В этом поколении модели серии производились в двух типах кузовов:
- 4-дверный седан (код кузова — Е60);
- 5-дверный универсал (код кузова — Е61).

Производство кузовов в этом поколении началось в модификации седан. Кузова в модификации универсал были представлены в 2004 году.
В моделях пятой серии поколения Е60/Е61 применено значительное количество электронных функций, в число которых входят iDrive, индикатор на лобовом стекле, адаптивный круиз-контроль, active steering (функция интеллектуального управления углом поворота рулевых колес в зависимости от воздействия водителя на руль), голосовое управление. На автомобили поколения Е60/Е61 впервые устанавливались бензиновые двигатели с турбонаддувом, 6-ступенчатая АКПП и система рекуперативного торможения. В число новых функций обеспечения безопасности вошли: адаптивные фары, функция ночного видения, активные подголовники, функция контроля за изменением полосы движения, а также лампы экстренного торможения повышенной яркости. В отличие от предыдущих и последующих (F10) поколений BMW 5, приборная панель автомобилей Е60/Е61 не развернута в сторону водителя. Также в комбинации приборов отсутствует датчик температуры двигателя. Установлен лишь сигнализатор перегрева.
На BMW E60 впервые стали устанавливаться двигатели N-серии, которыми комплектуются и современные модели.
Версия М5 этого поколения была представлена в 2005 году, на неё устанавливались 10-цилиндровые V-образные двигатели S85. Эти автомобили производились в кузовах седан и универсал, причем большинство из них были оборудованы 7-ступенчатой полуавтоматической коробкой переключения передач SMG III.

## Шестое поколение

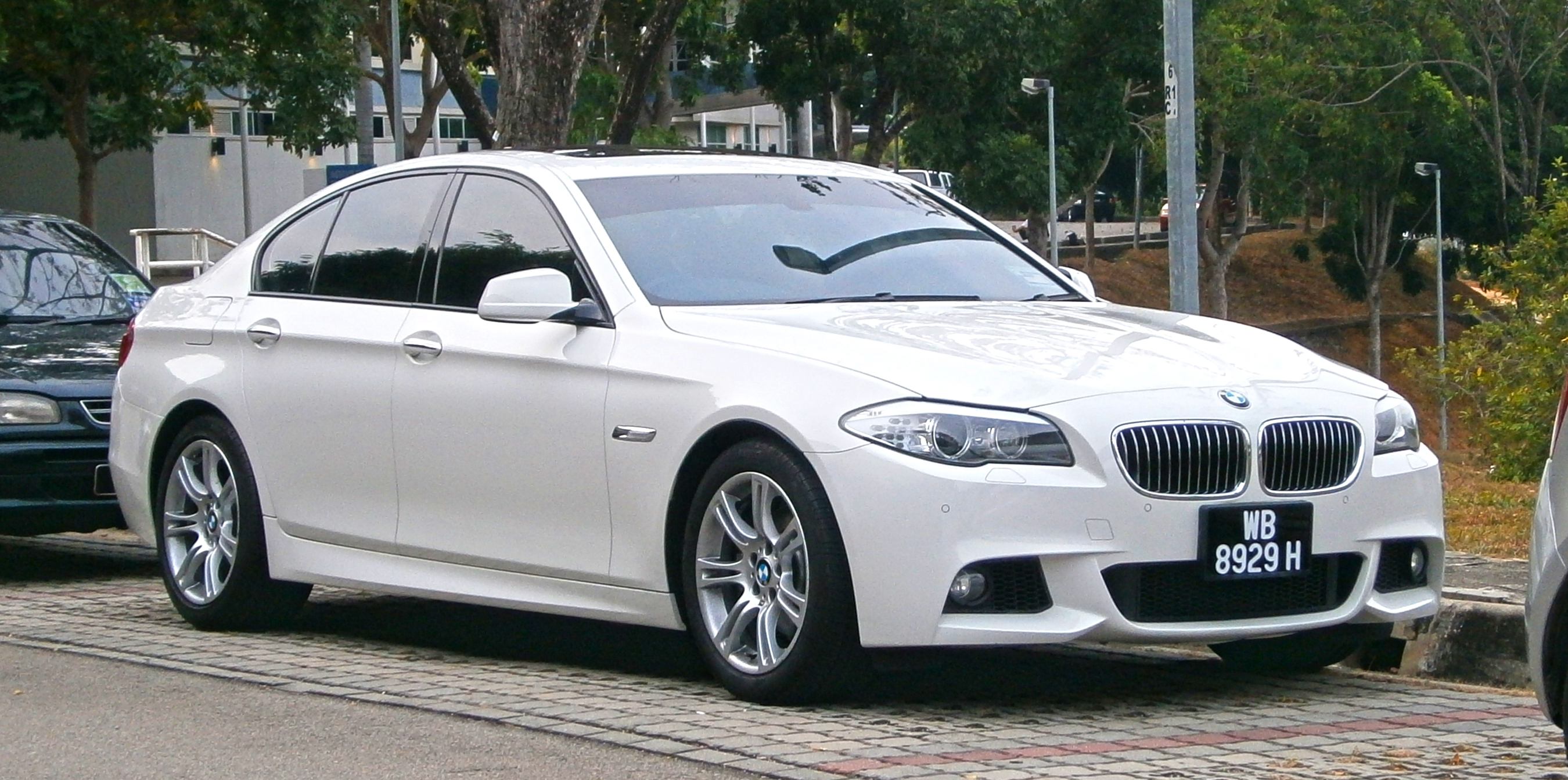
Рестайлинг BMW F10

F10 — шестое поколение пятой серии BMW, производство которого осуществлялось с 2009 г. по 2017 г. В этом поколении модели серии производились в четырёх типах кузовов:
- 4-дверный седан (код кузова — F10);
- 5-дверный универсал (код кузова — F11, известный как Touring);
- 5-дверный фастбэк (код кузова — F07, известный как BMW 5 Gran Turismo);
- 4-дверный седан с увеличенной колесной базой (код кузова — F18), представленный только на рынках Китая, Мексики и Ближнего Востока.

В данном поколении впервые был представлен автомобиль в кузове F07 фастбэк. В этом поколении для комплектации автомобиля стали доступны: гибридная силовая установка, 8-цилиндровый V-образный двигатель с турбонаддувом, двухдисковое сцепление (в версии М5), адаптивное управление подруливанием задней оси (фирменное название — Integral Active Steering), электроусилитель руля, независимая двурычажная передняя подвеска, жидкокристаллическая электронная приборная панель (фирменное название — Black Panel Display), режим автоматической парковки автомобиля (фирменное название — Parking Assistant).
В версии М5 на автомобили этого поколения устанавливался 8-цилиндровый V-образный двигатель S63 с двумя турбинами, а также 7-ступенчатая трансмиссия с двойным сцеплением. В этом поколении впервые на автомобили BMW M5 производилась установка двигателей с двумя турбинами.

## Седьмое поколение
G30 — седьмое поколение пятой серии BMW, анонс которого произошёл в 2016 г., производство ведется с 2017 г. В этом поколении серии модели производятся в трех типах кузовов:
- 4-дверный седан (код кузова — G30);
- 5-дверный универсал (код кузова — G31);
- 4-дверный седан с увеличенной колесной базой (код кузова — G38).

В этом поколении кузов фастбэк выведен из состава пятой серии и включен в другую серию BMW 6.
Автомобили пятой серии поколения G30 основаны на той же платформе, что автомобили 7-й серии поколения G11. В этом поколении BMW планирует наладить выпуск гибридных автомобилей с возможностью подключения к электросети (англ. plug-in hybrid) в виде модели 530e iPerformance, а также планируется комплектование автомобилей системой ADAS (Advanced driver assistance systems, с англ. — «улучшенная система помощи водителю»), которая также будет доступна в 7-й серии BMW.
В 2021 году автомобиль BMW 5 Серии получил обновленный дизайн радиаторной решетки, передней и задней оптики. Внутри изменения коснулись мультимедиа: появились 12,3-дюймовый сенсорный экран и стандартная функция Android Auto. В 2024 году был заменён на поколение G60.

### Безопасность
| Euro NCAP                                     | Euro NCAP | Euro NCAP | Euro NCAP             |
| --------------------------------------------- | --------- | --------- | --------------------- |
| · общий рейтинг                               |           |           |                       |
| 91%                                           | 85%       | 81%       | 59%                   |
| взрослый пассажир                             | ребёнок   | пешеход   | активная безопасность |
| Протестированная модель: BMW 520d, LHD (2017) |           |           |                       |

## Производство и продажа
По состоянию на начало 2018 года, производство автомобилей осуществляется на заводе в городе Дингольфинг, Германия, а также на предприятии Magna Steyr в городе Грац, Австрия.
| Календарный год | Общий объём производства | Продажи в США | Продажи в Китае |
| --------------- | ------------------------ | ------------- | --------------- |
| 1995            |                          | 22,637        |                 |
| 1996            |                          | 22,775        |                 |
| 1997            | 228,800                  | -             |                 |
| 1998            | 221,600                  | -             |                 |
| 1999            | 201,400                  | 38,218        |                 |
| 2000            | 191,546                  | 39,703        |                 |
| 2001            | 193,948                  | 40,005        |                 |
| 2002            | 172,323                  | 40,842        |                 |
| 2003            | 185,481                  | 46,964        |                 |
| 2004            | 229,598                  | 45,584        |                 |
| 2005            | 228,389                  | 52,722        |                 |
| 2006            | 232,193                  | 56,756        |                 |
| 2007            | 230,845                  | 54,142        |                 |
| 2008            | 202,287                  | 45,915        |                 |
| 2009            | 175,983                  | 40,109        |                 |
| 2010            | 211,968                  | 39,488        | 42,076          |
| 2011            | 332,501                  | 51,491        |                 |
| 2012            | 359,016                  | 56,798        |                 |
| 2013            | 366,992                  | 56,863        |                 |
| 2014            | 373,053                  | 52,704        |                 |
| 2015            | 347,096                  | 44,162        |                 |
| 2016            | 331,410                  | 32,408        |                 |